# Bristowia heterospinosa
Bristowia heterospinosa är en spindelart som beskrevs av Eduard Reimoser 1934. Bristowia heterospinosa ingår i släktet Bristowia och familjen hoppspindlar. Inga underarter finns listade.